# Кубок Шотландії з футболу 1875—1876
Кубок Шотландії з футболу 1875–1876 — 3-й розіграш кубкового футбольного турніру у Шотландії. Титул втретє поспіль здобув Квінз Парк.

## Другий раунд
| Команда 1                        | Рахунок | Команда 2            |
| -------------------------------- | ------- | -------------------- |
| 30 жовтня 1875                   |         |                      |
| Терд Ланарк                      | 0:1*    | Рейнджерс            |
| 6 листопада 1875                 |         |                      |
| Клайдсдейл                       | 6:0     | Кілмарнок            |
| Единбург Тісл                    | 0:0     | Терд Единбург        |
| Кілберн                          | 0:0     | Моучлайн             |
| Квінз Парк                       | 5:0     | Нозерн               |
| 13 листопада 1875                |         |                      |
| Дрампельє                        | 2:0     | Гарт оф Мідлотіан    |
| Леверн Гарлет                    | 3:0     | Гамільтон Академікал |
| Вейл оф Левен                    | 3:0     | Рентон               |
| 13 листопада 1875 (перегравання) |         |                      |
| Моучлайн                         | +:-     | Кілберн              |
| Рейнджерс                        | 1:2     | Терд Ланарк          |
| Терд Единбург                    | 1:0     | Единбург Тісл        |
| 20 листопада 1875                |         |                      |
| Дамбартон                        | 2:1     | Рентон Тісл          |
| Дамбрек                          | 2:0     | Сент-Ендрюс          |
| Геленсбург                       | 1:0     | Твенті Терд Рінфрю   |
| Партік                           | 2:0     | Тауерхіл             |
| Вестерн                          | 3:0     | Сандіфорд            |
| Роверс                           | 6:0     | Вест Енд             |

* - результат матчу анульований, призначено матчу-перегравання.

## Третій раунд
| Команда 1         | Рахунок | Команда 2     |
| ----------------- | ------- | ------------- |
| 27 листопада 1875 |         |               |
| Дамбартон         | 5:1     | Дрампельє     |
| Дамбрек           | 2:0     | Партік        |
| Квінз Парк        | 2:0     | Клайдсдейл    |
| Леверн Гарлет     | 0:3     | Терд Ланарк   |
| Роверс            | 4:0     | Терд Единбург |
| Вейл оф Левен     | 6:0     | Моучлайн      |
| Вестерн           | 2:0     | Геленсбург    |

## Чвертьфінали
Команда Дамбартон пройшла до наступного раунду після жеребкування.
| Команда 1      | Рахунок | Команда 2 |
| -------------- | ------- | --------- |
| 18 грудня 1875 |         |           |
| Квінз Парк     | 2:0     | Дамбрек   |
| Терд Ланарк    | 5:0     | Вестерн   |
| Вейл оф Левен  | 2:0     | Роверс    |

## Півфінали
| Команда 1                    | Рахунок | Команда 2     |
| ---------------------------- | ------- | ------------- |
| 8 січня 1876                 |         |               |
| Квінз Парк                   | 2:0     | Вейл оф Левен |
| Терд Ланарк                  | 1:1     | Дамбартон     |
| 15 січня 1876 (перегравання) |         |               |
| Дамбартон                    | 1:1     | Терд Ланарк   |
| 22 січня 1876 (перегравання) |         |               |
| Терд Ланарк                  | 3:0     | Дамбартон     |

## Фінал
| 11 березня 1876 |

| Квінз Парк | 1:1 | Терд Ланарк |
| ---------- | --- | ----------- |
| Хайєт 35'  |     | Дрінан 2'   |

| Гамільтон Кресент, Глазго Глядачів: 10 000 Арбітр: Е.С.Макбрайд |

### Перегравання
| 18 березня 1876 |

| Квінз Парк     | 2:0 | Терд Ланарк |
| -------------- | --- | ----------- |
| Хайєт 15', 46' |     |             |

| Гемпден-Парк, Глазго Глядачів: 6 000 Арбітр: Е.С.Макбрайд |